# Talais
Talais település Franciaországban, Gironde megyében. Lakosainak száma 756 fő (2022. január 1.). Talais Soulac-sur-Mer, Saint-Vivien-de-Médoc, Grayan-et-l’Hôpital, Arces, Meschers-sur-Gironde és Talmont-sur-Gironde községekkel határos.

## Népesség
A település népessége az elmúlt években az alábbi módon változott:
| Lakosok száma | 549  | 542  | 599  | 619  | 704  | 722  | 741  | 764  | 761  | 756  |
|               | 1968 | 1982 | 1990 | 2006 | 2013 | 2015 | 2017 | 2019 | 2020 | 2022 |